# هنري جونسون (لاعب كرة قدم)
هنري جونسون (بالإنجليزية: Henry Johnson)‏ (19 نوفمبر 1897 ببرمنغهام في المملكة المتحدة - 20 أكتوبر 1962) هو لاعب كرة قدم بريطاني (وحمل سابقاً جنسية المملكة المتحدة لبريطانيا العظمى وأيرلندا) في مركز الهجوم. لعب مع كوفنتري سيتي وكوينز بارك رينجرز ونادي ساوثهامبتون وCradley Heath F.C. ‏ ودارلاستون تاون.